# 車智澈
車 智澈（チャ・ジチョル、朝鮮語: 차지철、1934年11月6日 - 1979年10月26日）は、大韓民国の軍人・政治家。本貫は延安車氏。
韓国第6～9代国会議員、第3代大統領警護室長を歴任し、警護室長就任後は政権の実力者の一人となったが、一方で警護室の権限を大きく逸脱した権力を行使・濫用した。結局、1979年の朴正煕暗殺事件において、朴正煕大統領と共に金載圭KCIA部長に射殺された。

## 生涯

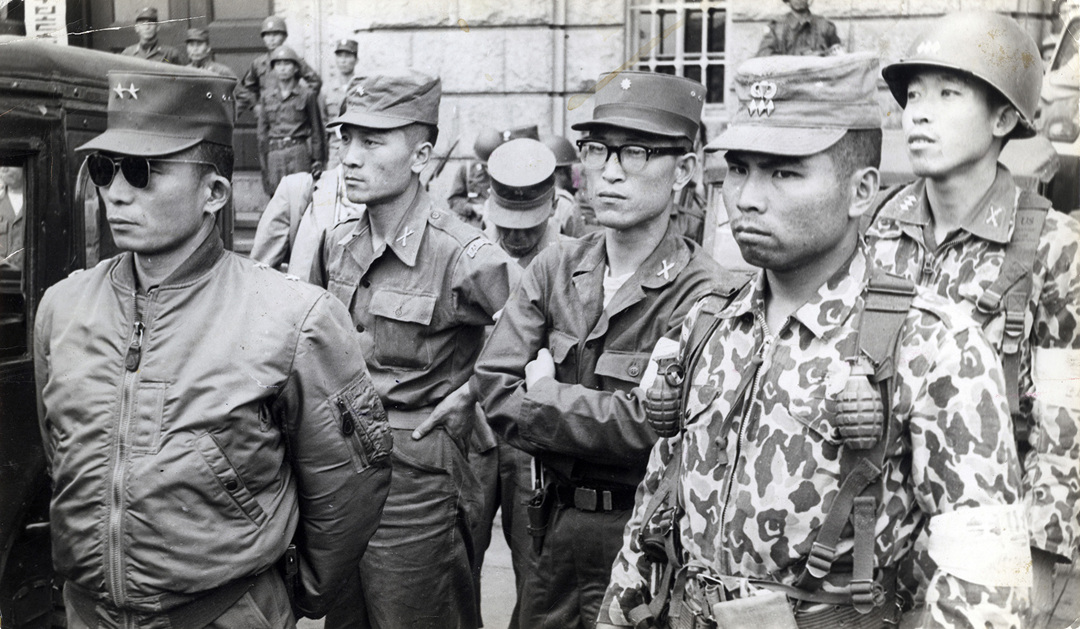
5・16軍事クーデター時
左から朴正煕少将、朴鐘圭少領、李洛善少領、車智澈大尉

京畿道利川郡麻長面の農家に生まれるが、経歴上は京城府（またはソウル特別市）出身。朝鮮戦争には学徒兵として出征。韓国陸軍士官学校11期の試験に落ちた後、陸軍甲種将校砲兵幹部候補生として少尉となり、アメリカの陸軍士官学校（ウェストポイント）に留学。1959年空輸特戦団（韓国軍の空挺部隊）に配属された。その後、再度米国に留学、ジョージア州ポートベニングのレンジャースクールで降下訓練を受ける。ある時、韓国軍留学生たちは米軍兵士と2人一組でペアを組み、M60機関銃を交互に担いで深夜ワニの住む沼を一周するという訓練を受けた。しかし車はペアの米兵に暴力沙汰を引き起こしてしまう。一時は連帯責任で留学生全体の帰国まで危ぶまれたが、米兵が車との連携を怠っていたことが認められ、処分を免れた。
1960年に帰国して大尉に昇進、第1空輸団の中隊長となる。またこの頃朴正煕少将と知り合う。翌1961年には朴正煕の5・16軍事クーデターに呼応し金浦で蜂起、海兵隊とともにソウルを目指した。道中、第一漢江橋にて決起軍を鎮圧せんとする憲兵隊の足止めを食らったが、車は自ら率先して橋を強行突破、決起軍のソウルへの進路が開かれた。クーデターの成功後、第一漢江橋での功績により国家再建最高会議で国家再建最高会議議長警護次長。1963年10月の大統領選挙で朴正煕が大統領に当選すると、翌10月の総選挙で民主共和党（共和党）の全国区候補として立候補し初当選、国会議員となった。1965年の日韓基本条約の批准を巡り国会が空転した際、朴正煕の意を酌み実力行使により強行採決し批准させた。以後、第7代、第8代、第9代の国会議員選挙で連続当選し、共和党の中央常任委員や党務委員、国会の内務・外務委員会の委員長などを歴任した。一方では軍事政変後、朴正煕から勉学の勧めを受けて夜間大学に入学を決意し、1964年に国民大学校で政治学修士、1970年に漢陽大学校で政治学博士の学位を取得したが、権力で買い取ったと言われている。1974年、文世光事件により更迭された前任者・朴鐘圭の代わりとして、第3代大統領警護室長になった。
当時警護室長は格付けが長官級にまで引き上げられており、警護室次長には現役の陸軍中将が、次長補には同じく現役の陸軍准将が任命されていた。そのため、退役中佐である車は現役将官の挙手敬礼を受ける立場となった。1975年からは「大統領閣下の命を守る警護部隊の団結と士気を高めるため」という名目で、警護室作戦次長補の指揮の下、毎週金曜日に首都警備司令部警備団・空挺団・警察部隊を集めて「警護部隊査閲式」を行わせ、そこで車は大統領の如く振る舞って権勢を誇示していた。更には1978年には法改正により特定領域内での作戦行動の際には大統領警護室が首都警備司令部を指揮できる権限が与えられたことで軍の指揮権を手に入れた上、金載圭・韓国中央情報部長との権力闘争の一環で警護室の予算を使い大規模な私設情報組織を運用するなど明らかに警護室の本来の領域を超える権力の乱用を行った。1978年末頃には長官でも車に嫌われれば朴正煕への面会を妨害されるなど、そのあまりの権勢ぶりに「副大統領閣下」と揶揄されたという。
1979年10月26日、朴正煕暗殺事件で宴席の場で金載圭に射殺された。殺害の理由は明らかになっていないが、従来より車と金は権力闘争を繰り広げる犬猿の仲であり、一説によれば、当時釜山と馬山で起こっていた釜馬民主抗争への対応において、朴正煕が車智澈の強硬策を採用したため、韓国中央情報部の金載圭の立場が脅威に晒されていたためとも言われる。

## 人物・親族
警護室の本来の職域を超えて権力を誇示し濫用したため、政敵を多く作り非常に評判が悪かったが、敬虔なキリスト教徒という一面もあり、1日2回の礼拝のほか、酒とタバコは一切せず、金銭的にも清廉だった。車の死後に残された財産は多くなく、彼の年老いた母は養老院で寂しい生活を送っている。車の下で大統領警護員を務め、後に警護室長となった朴相範は「車室長は生い立ちと陸軍士官学校出身でないことから自己否定感が強く、ために地位を得てから無軌道になったのではないか」と語っている。
母親は前夫と3人の娘をもうけた後に車家に改嫁してきたため、車智澈は父とあまり親しくなく、異母兄たちからは酷く扱われた。そのため、国会議員当選後に異母兄が面会を求めても、車は「兄はいない」と門前払いを喰わせた。
車の死後、妻と3人の娘は1981年にアメリカ合衆国に移住したが、長女は早世し、妻も1996年に死去した。一方、車の母親は韓国に残り、1998年12月に京畿道河南市の老人ホームで101歳で亡くなった。
2014年3月、米国に帰化した娘の1人は車が殉職公務員であるとして「国家有功者」への登録、そして遺族である娘への支援・補償を国家報勲処に求めたが、拒否された。後に行政訴訟も起こしたが、娘は韓国国籍を既に放棄したという理由で2016年1月に却下された。